# Štička živorodá
Štička živorodá, další české názvy: živorodá štička, živorodka štikovitá (latinsky: Belonesox belizanus, slovensky: živorodka šťukovitá, anglicky: Pike killifish, Pike-top minnow). Jedná se o největší živorodou rybu. Rybu popsal Rudolf Kner, rakouský ichtyolog, v roce 1860. V roce 1936 rozpoznal Carl L. Hubbs dva poddruhy: Belonesox belizanus belizanus a Belonesox belizanus maxillosus, který se vyskytoval ve vodách kolem města Progreso na poloostrově Yucatan v Mexiku. B. belizanus maxillosus je odlišný od všech ostatních středoamerických populací Belonesox díky jeho „robustnější“ morfologii a „velmi velkým, širokým a těžkým čelistem“. Genetické studie prováděné na počátku 10. let 20. století prokázaly, že B. belizanus maxillosus se neliší od ostatních populací Belonesox.. Ichtyologové Marchio a Piller v roce 2013 nedoporučili oficiální synonymizaci B. belizanus maxillosus, dokud nebude provedena formální morfologická studie, včetně vyšetření gonopodií. Synonymizace B. belizanus maxillosus byla uznána taxonomickou databází FishBase.

## Popis
Ryba má štíhlé tělo, protáhlého (torpédovitého) tvaru. Zbarvení je celkově nenápadné. Základní barva je šedá až olivově zelená, břicho je světlé, při dopadajícím světle má bronzový lesk. Na bocích je několik řad černých teček, které se při vzrušení spojí do širokého pruhu. Toto zbarvení je také vidět v nočních hodinách. U kořene ocasu je tmavá, kulatá, světle orámovaná skvrna. Ploutve jsou lehce nažloutlé, mohou být i bezbarvé. Dospělé samice mají mírně načervenalou řitní ploutev. Samci mají gonopodium. Hřbetní ploutev je malá a posunutá více dozadu. Oko výrazně velké se zlatou duhovkou. Na skřelích je zlatá obruba. Tlama je značně prodloužená, vybavená množstvím ostrých zubů. Vzhledem, chováním i způsobem lovu připomíná štiku obecnou. Samice dorůstají délky 20 centimetrů, samci 10 centimetrů. Ryba není zařazena na seznamu živočichů, které jsou chráněny Mezinárodním svazem ochrany přírody.

## Biotop
Ve svém přirozeném prostředí preferuje teplé povrchové vody v pomalu tekoucích řekách, rybnících a jezerech, zvláště v partiích, kde je hustý porost  vodních rostlin. Velice dobře snáší vody s malým množstvím kyslíku. Může žít v poloslaných vodách jako jsou laguny a ústí řek do mořských vod, přežívá ve vodách se salicitou až 40–50 ppt.
Vyskytuje se v severní a střední Americe: laguna San Julian, severovýchodně od Ciudad Veracruz v Mexiku, v Kostarice. v jižních oblastech Mexického zálivu, na jižním Yucatánu, podél středoamerického pobřeží směrem na jih, v Nikaragui, v Hondurasu, Guatemale a Belize.
Poddruh Belonesox belizanus maxillosus byl v USA používán při lékařském výzkumu. Po ukončení financování tohoto programu, byly pokusné ryby v roce 1957 vypuštěny na jižní Floridě do volné přírody, kde stále žijí, např. ve vodních kanálech národního parku Everglades. V 60. letech byl zaznamenán výskyt v řece San Antonio.
V jejím přirozeném prostředí jsou její potravou ryby druhů: živorodka duhová, živorodka komáří, mečovka zelená nebo plata pestrá. Dospělí jedinci loví menší ryby, při neúspěšném pokusu o ulovení, svůj pokus neopakují, kořist nepronásledují. Mladí jedinci loví v hejnu.
V přirozeném prostředí se ryba rozmnožuje nejčastěji v období, kdy stoupají hladiny vod, v obdobích dešťů. Ve volné přírodě je přirozeným predátorem této ryby např. volavka velká a volavka bělostná.

## Chov v akváriu
- Chov ryby: Ryba tráví většinu času u hladiny ve spleti rostlin, kde číhá na svou kořist. Ryba je vhodná pro chovatele, který jí může zajistit dostatek potravy. Jinak je chov snadný. Doporučuje se větší nádrže s dostatkem rostlin a úkrytů (kořeny, kmeny, větve). Ryba dobře prospívá v mírně proudící vodě, velmi dobře snáší vodu i s malým množstvím kyslíku. Je vhodná pro jednodruhovou nádrž s délkou více než 1 metr a objemem více než 100 litrů. Pro chov vyžadují teplotu vody a přidání mořské soli.[pozn. 3] Ryba je lekavá, nádrže je nutno přikrýt krycím sklem. Jedinci se mohou dožít až 10 let. U tohoto druhu dochází ke kanibalismu.[11]
- Teplota vody: Ryba pochází z teplých vod. Doporučuje se teplota v rozmezí 25–30 °C, snáší teplotu vody až 37 °C.[11]
- Kyselost vody: od 6,5–7,35 pH.[11]
- Tvrdost vody: 3–16 °dGH.[11]
- Krmení: Jedná se o dravou rybu. Krmení je možné živou potravou, např. menší živé ryby, larvy komárů, vodní hmyz, larvy pakomára tzv. patentka, nebo mraženou potravu, např. sekané hovězí srdce. Bez potravy vydrží delší dobu, při jejím nedostatku se nemnoží. Dospělá samice je schopna spořádat 3 až 5 rybek o velikosti dospělé živorodky duhové za den. Doporučuje se chovat v jiném akváriu gupky, nebo jiné rychle se rozmnožující ryby jako trvalý zdroj potravy. Při krmení pouze mraženou potravou ryby rostou pomaleji a výrazně klesá plodnost. Při nedostatku potravy může výrazně větší samice sežrat menší samce.[11] Při poklesu teploty na 15°C ryba přestává přijímat potravu.
- Rozmnožování: Oplodnění samice probíhá velmi rychle, to z důvodu, aby samečci předešli poranění nebo sežrání. Po oplození je vhodné samečka odlovit. Březost trvá 5-6 týdnů. Samice asi dva dny před vrhem ztrácí predační reflex (nepřijímá potravu). Ten získá zpět již několik hodin po porodu, proto je nutné samičku odlovit od potěru. Z jednoho vrhu může být 20 až 100 mladých jedinců. potěr má délku 2,5–3,0 cm. Krmí se živou potravou, tedy např. bílí červi,[pozn. 4] komáří larvy, perloočky, malé roupice a potěr jiných ryb. Při vhodném krmení rybky rostou velmi rychle. Jakmile se začnou vzájemně napadat, je nutné je třídit podle velikosti do samostatných nádrží. Mezi 6 až 7 měsícem života jsou schopny se rozmnožovat, ve dvanácti měsících zcela pohlavně dospívají. Samice je při optimálních podmínkách schopna vrhu každých 40 dní.[11][18]

## Galerie

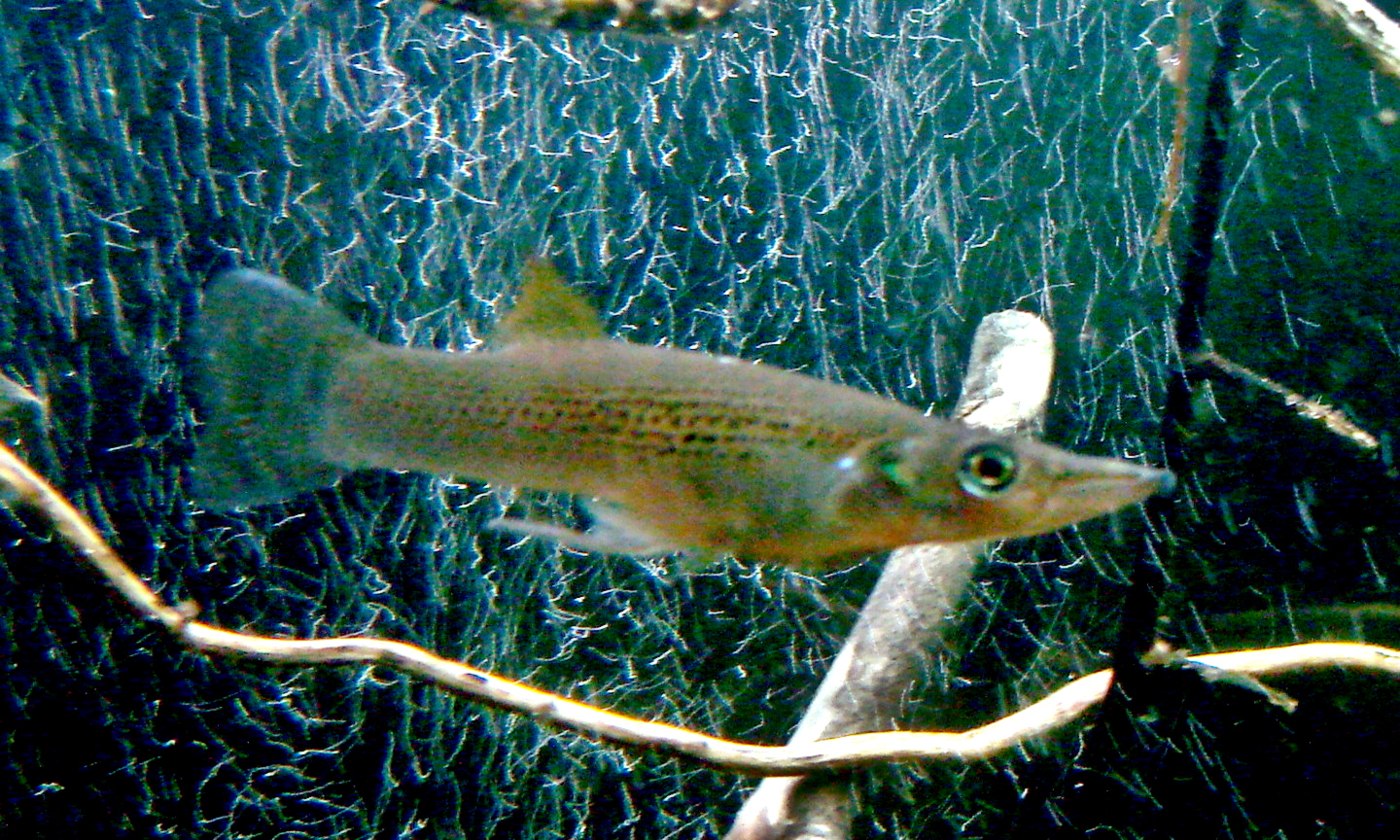
Belonesox belizanus v Zoologické zahradě ve Vratislavi
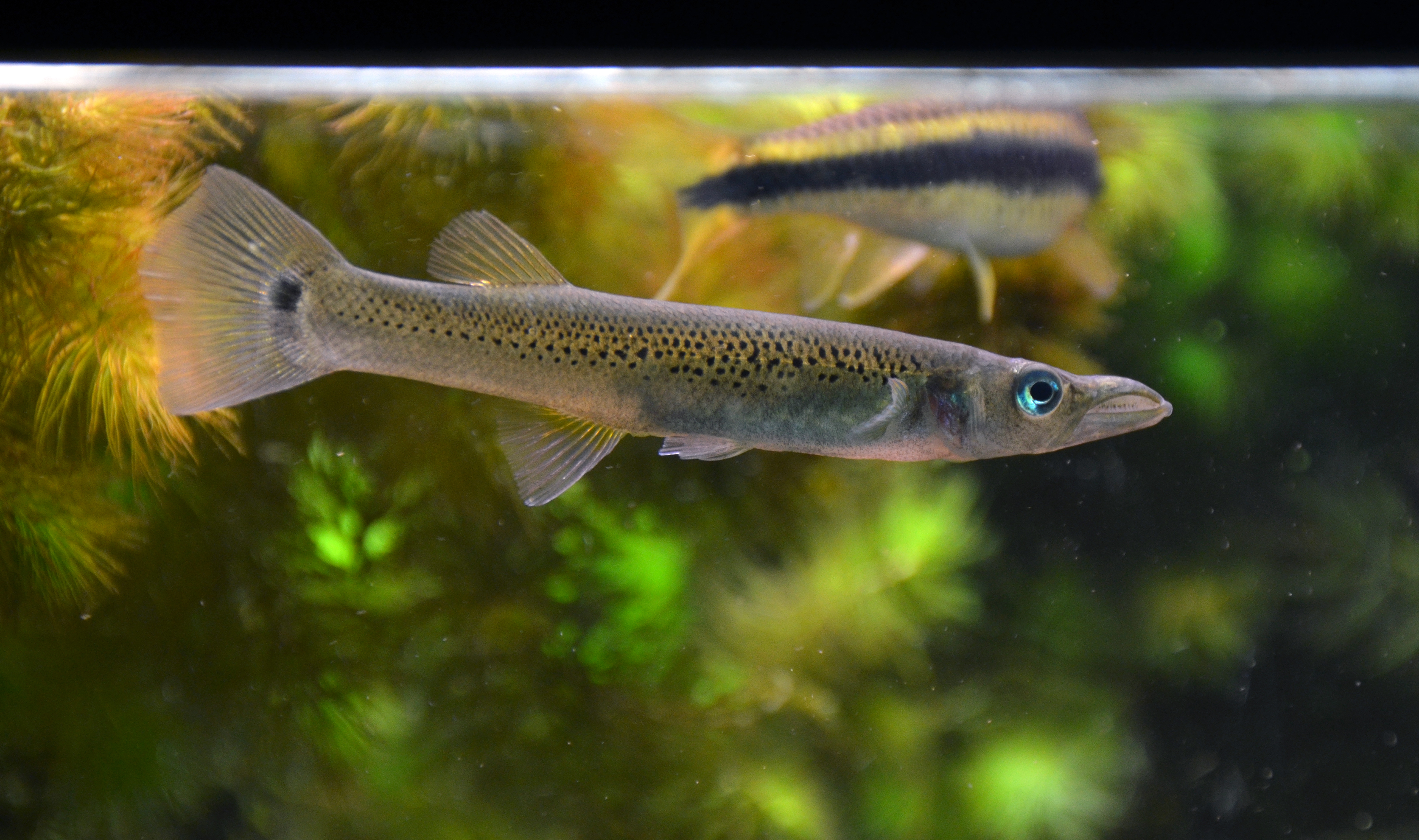
Belonesox belizanus v Aquarium tropical du Palais de la Porte Dorée
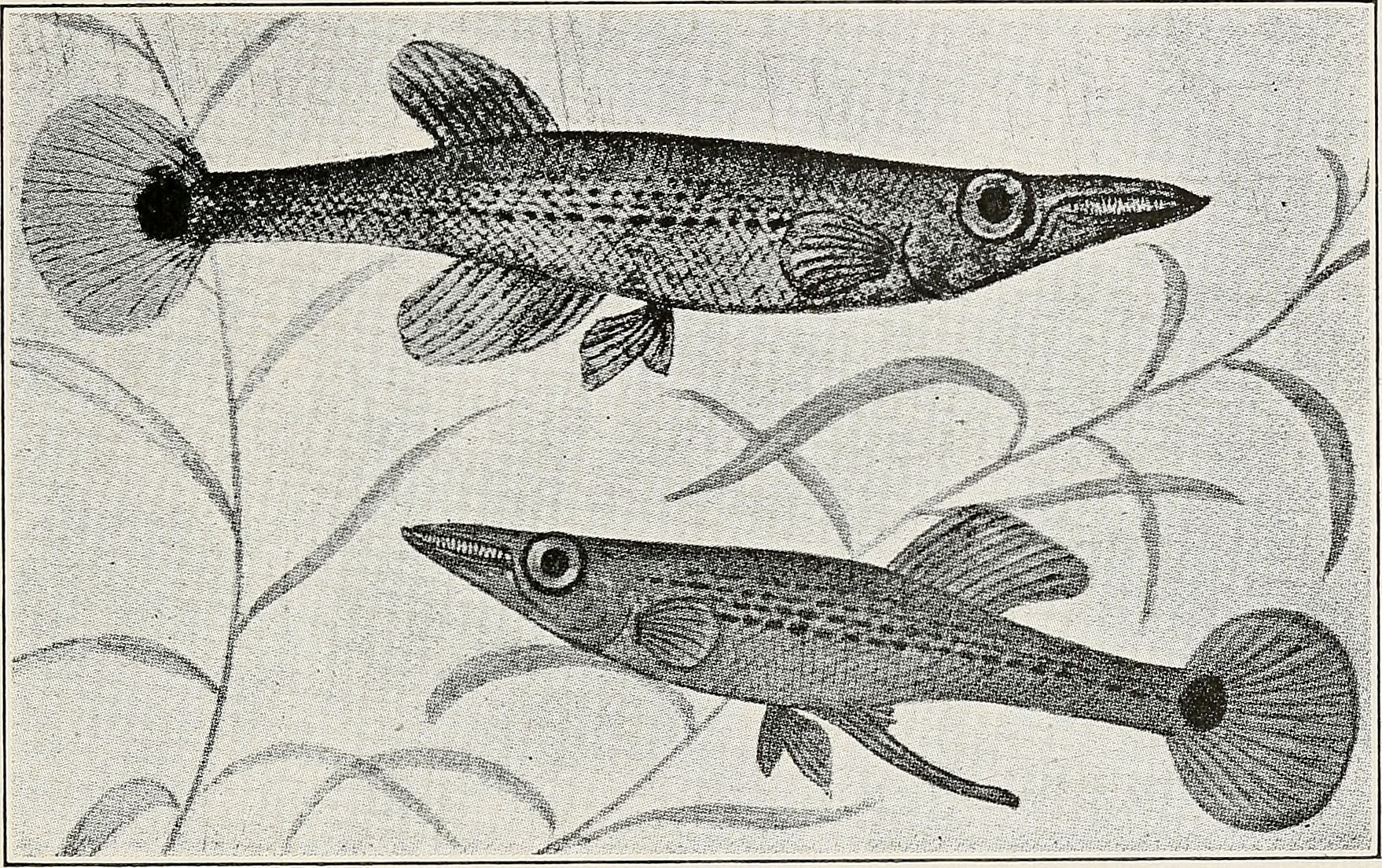
Belonesox belizanus, kresba 1916-1917.
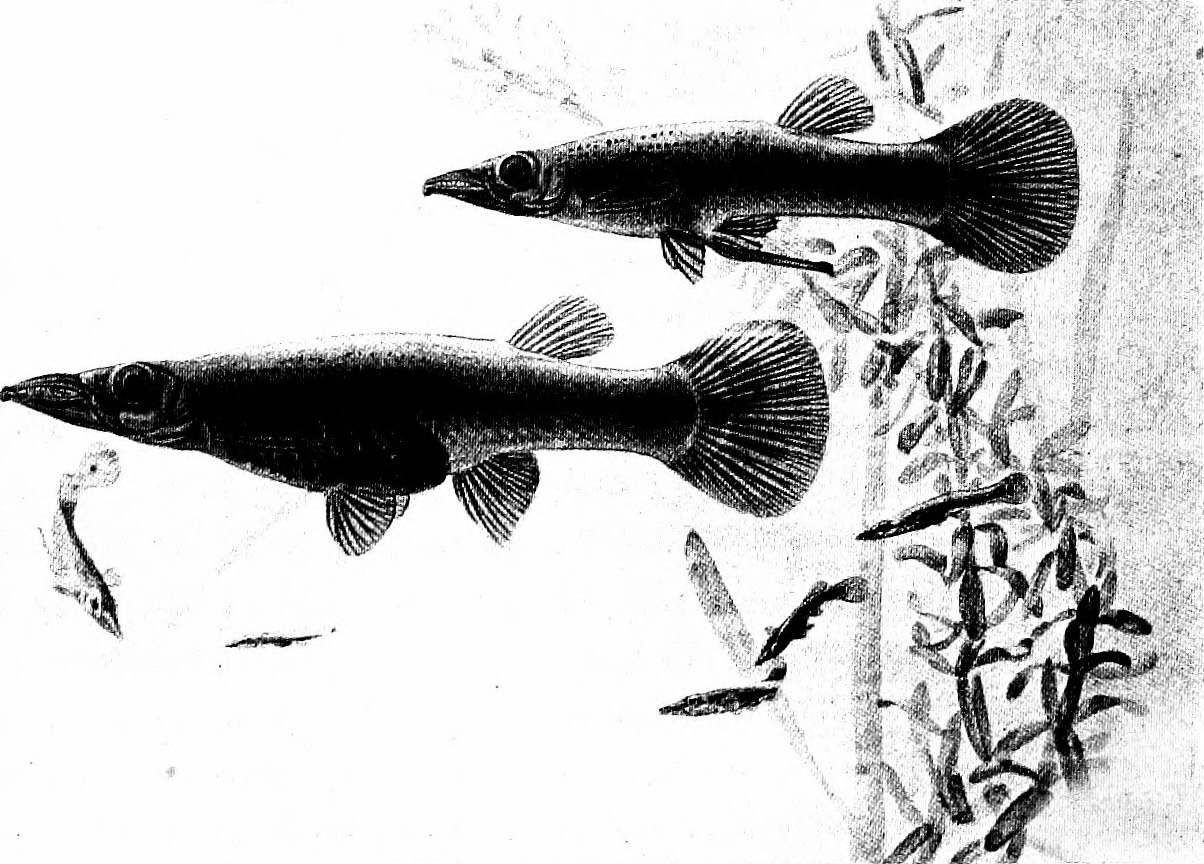
Belonesox belizanus, fotografie z roku 1921.
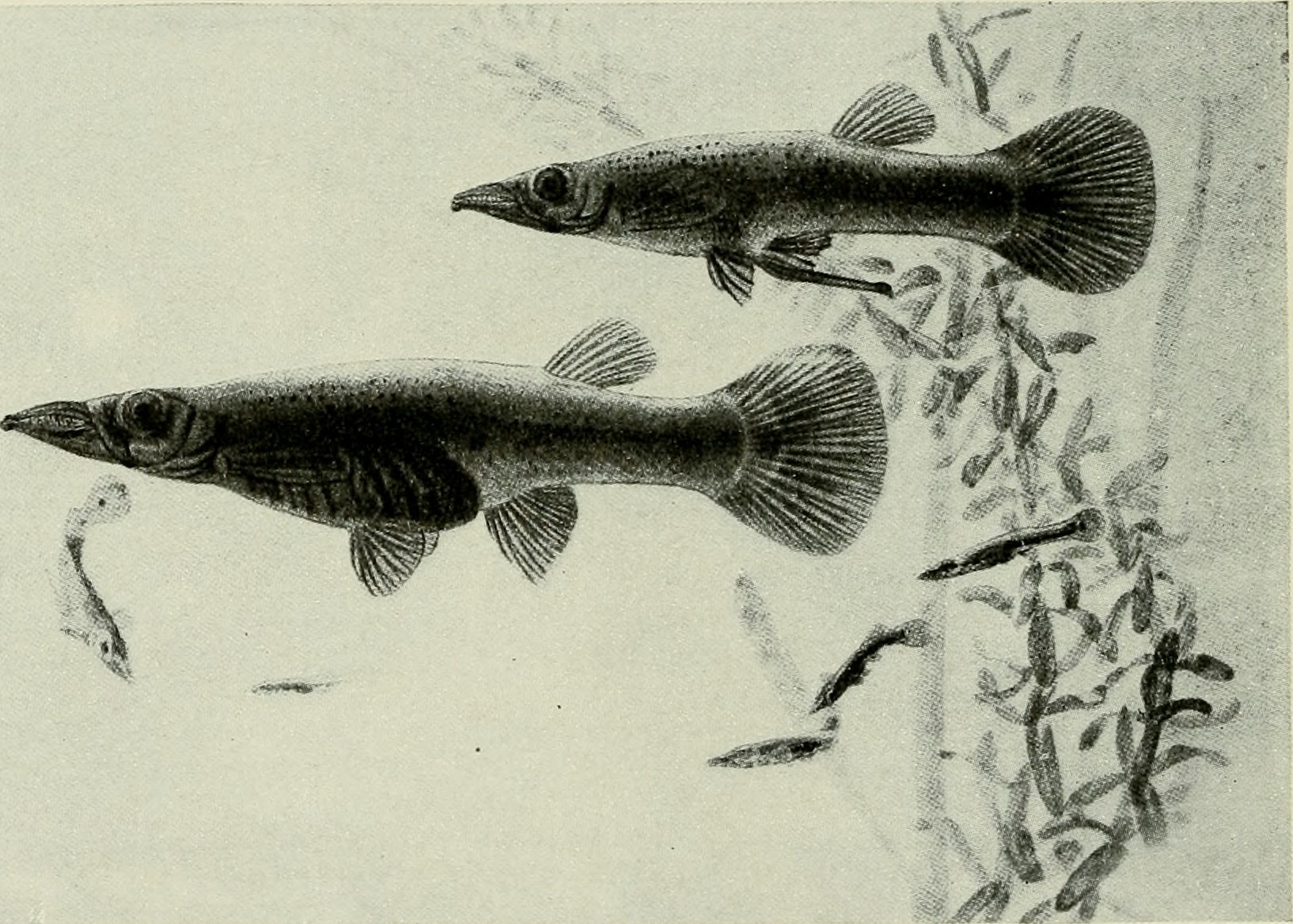
Belonesox belizanus, fotografie z roku 1936.
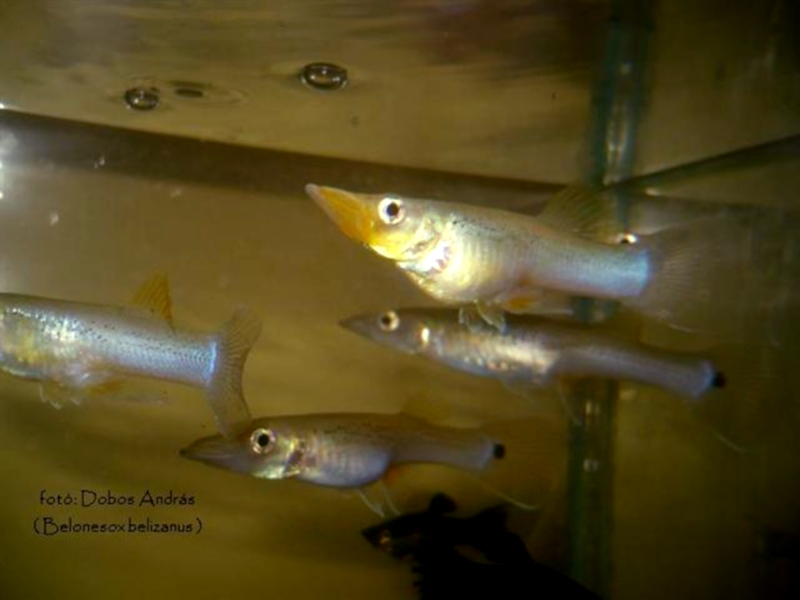